# Zápolyakapelle (Spišský Štvrtok)

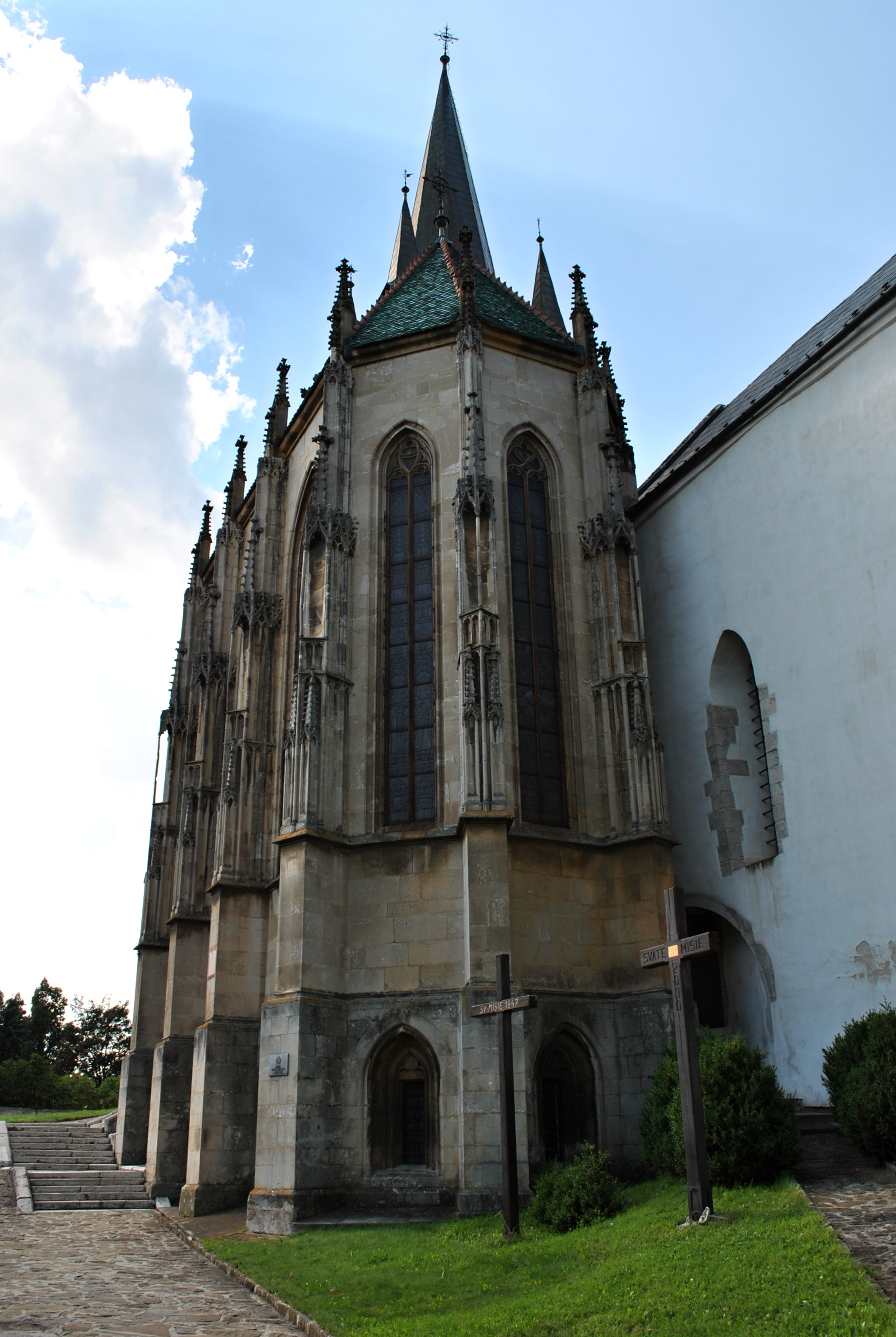
Donnersmark, Zápolyakapelle

Zápolyakapelle, mittelalterlicher Bauriss

Die Zápolyakapelle ist ein südseitiger Kapellenanbau an der Kirche des hl. Ladislaus in Spišský Štvrtok (deutsch Donnersmark) in der Zips in der heutigen Slowakei.

## Geschichte
Die Stiftung der Kapelle erfolgte 1473 durch den 1487 verstorbenen Emmerich Zápolya, Palatin von Ungarn. Die Kapelle diente als Erbbegräbnis für seine Familie, in deren Besitz sich seit 1464 die Zipser Burg befand. Für den Herrschaftsanspruch dieser Dynastenfamilie spricht, dass schließlich ein Johann Zápolya 1526 als Gegenkandidat des Habsburgers Ferdinand I. (HRR) zum König von Ungarn gewählt wurde.
Im unmittelbaren Anschluss an die Errichtung der Donnersmarker Kapelle wurde 1493–99 nach deren abgeänderten Plänen die Zápolyakapelle an der Martinskirche in Zips erbaut. Nach dem Vorbild der Kapelle errichtete um 1870 Frigyes Schulek den nördlichen Kapellenanbau an der St. Matthias-Kathedrale in Budapest.

## Bauwerk
Über einer, den Geländeabfall nutzenden Gruftkapelle erhebt sich eine mit steilen Proportionen errichtete Saalkirche mit reichgegliederten Spornstrebepfeilern, denen schlanke Fialenpaare vorgesetzt sind und die sich in Figurenbaldachine auflösen. Gegenüber dem ausgeführten Bauwerk sahen die Baurisse eine reichere Gestaltung vor, indem die Fenster von krabbenbesetzten Kielbögen umschlossen und der Mauerkrone eine Maßwerkgalerie aufgesetzt werden sollte. Das niedrige Untergeschoss der Kapelle ist mit einem Rhombennetzgewölbe, der Kapellenraum selbst mit einem Parallelrippengewölbe ähnlich dem des Prager Veitsdoms geschlossen, dem Westjoch ist  eine Patronatsempore über hängendem Schlussstein eingebaut.

## Autorschaft
Die Zuschreibung der Zápolyakapelle stützt sich auf drei aus der Wiener Dombauhütte stammende Gotische Baurisse, die einen Aufriss des Westjochs und ein Fenstermaßwerk zeigen. Ihre Identifizierung mit dem bestehenden Kapellenbau gelang erstmals Friedrich von Schmidt, der 1863 zusammen mit seinen Schülern ein Bauaufmaß der Kapelle anfertigte. Während Hans Tietze das Bauwerk in das ausgehende 15. Jahrhundert datierte,  wurde es von Bruno Grimschitz ohne weitere Begründung dem 1454 verstorbenen Wiener Dombaumeister Hans Puchsbaum zugeschrieben, was jedoch schon aus chronologischen Gründen auszuschließen ist. Da sich zwei der zugehörigen Baurisse durch ihr Wasserzeichen auf die Zeit nach 1458 datieren lassen, fallen Planung und Ausführung des 1473 errichteten Bauwerks vielmehr bereits in die Amtszeit seines 1477 verstorbenen Nachfolgers Laurenz Spenning, dessen Aufgabengebiet als öbrister Maister auf dem Regensburger Hüttentag 1459 im Land zu Lambach Steyren Burckhawssen Vungarn vnd die Thunau abhin definiert wurde.